# روزنامه‌نگاری اعتقادی
روزنامه‌نگاری اعتقادی (انگلیسی: Opinion journalism) روشی است که در آن ادعای مادیت و عینیت دیده نمی‌شود. می‌توان گفت از طرق مختلفی از روزنامه‌نگاری مدافعه جویانه گرفته شده است، هر دوی این‌ها یک دید ذهنی ایجاد می‌کنند که معمولاً هم با هدف اجتماعی و سیاسی است. نمونه‌های متداول آن در ستون‌های روزنامه، سرمقاله‌ها، کاریکاتورها دیده می‌شود.
برخلاف روزنامه‌نگاری مدافعه جویانه روزنامه‌نگاری اعتقادی توجه کمتری بر حقایق یا تحقیق دارد و دورنمای آن معمولاً از یک تنوع شخصی بیشتر است. محصول آن شاید فقط یک جز از خروجی خبرهای عینی باشد تا اینکه ویژگی غالب یک انتشارات یا شبکهٔ توزیع باشد.
تعداد زیادی روش روزنامه‌نگاری هست که بر اساس عقیده هستند مثل روزنامه‌نگاری نوین یا روزنامه‌نگاری زیاده‌رو.